# Anchicleidochasma mirabile
Anchicleidochasma mirabile är en mossdjursart som först beskrevs av Harmer 1957.  Anchicleidochasma mirabile ingår i släktet Anchicleidochasma och familjen Cleidochasmatidae. Inga underarter finns listade i Catalogue of Life.